# Holstein (Iowa)
Holstein és una població dels Estats Units a l'estat d'Iowa. Segons el cens del 2000 tenia 1.470 habitants.

## Demografia
Segons el cens del 2000, Holstein tenia 1.470 habitants, 627 habitatges, i 406 famílies. La densitat de població era de 391,4 habitants/km².
Dels 627 habitatges en un 27,3% hi vivien nens de menys de 18 anys, en un 55,3% hi vivien parelles casades, en un 7,5% dones solteres, i en un 35,1% no eren unitats familiars. En el 32,4% dels habitatges hi vivien persones soles el 19,1% de les quals corresponia a persones de 65 anys o més que vivien soles. El nombre mitjà de persones vivint en cada habitatge era de 2,26 i el nombre mitjà de persones que vivien en cada família era de 2,84.
Per edats la població es repartia de la següent manera: un 23,2% tenia menys de 18 anys, un 6,4% entre 18 i 24, un 22% entre 25 i 44, un 20,4% de 45 a 60 i un 28% 65 anys o més.
L'edat mediana era de 44 anys. Per cada 100 dones de 18 o més anys hi havia 79,8 homes.
La renda mediana per habitatge era de 35.250 $ i la renda mediana per família de 43.636 $. Els homes tenien una renda mediana de 30.259 $ mentre que les dones 20.958 $. La renda per capita de la població era de 17.941 $. Entorn del 5,7% de les famílies i el 9,1% de la població estaven per davall del llindar de pobresa.

## Poblacions més properes
El següent diagrama mostra les poblacions més properes.